# Кеннемерланд
Кеннемерланд (нидерл. Kennemerland, фриз. Kinmerlân) — историческая область в Нидерландах.

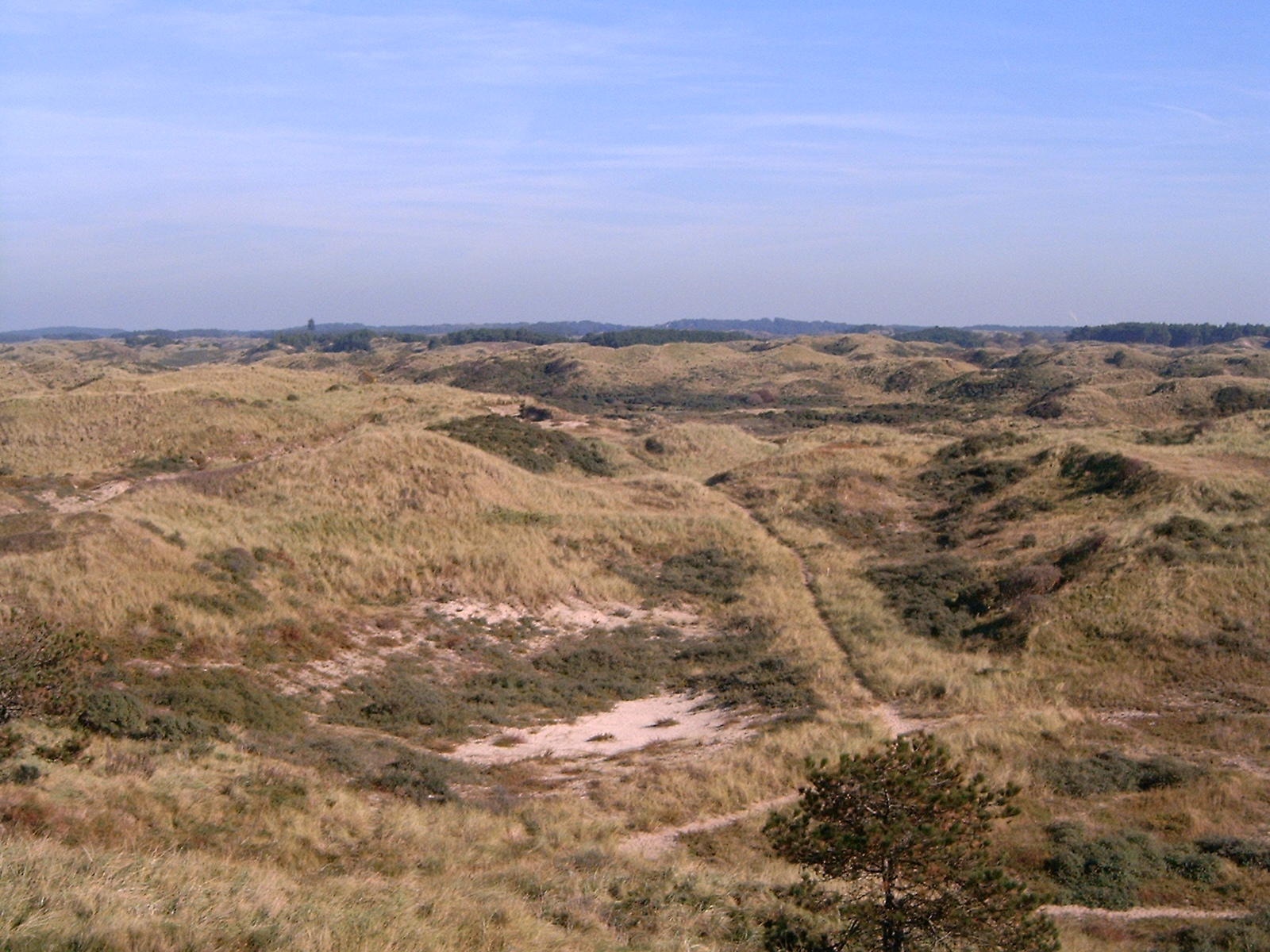
Дюны Кеннемерланда

Территория Кеннемерланда окрашена на карте Северной Голландии зелёным цветом

## География
Область Кеннемерланд находится в юго-западной части нынешней провинции Северная Голландия, от побережья Северного моря и вглубь страны. Первоначально территория Кеннемерланда находилась в районе современного Харлема. В настоящее время подразделяется на три части: Северный, Средний и Южный Кеннемерланд. На его территории находятся следующие общины:

### Северный Кеннемерланд
- Алкмар (частично также в Западной Фрисландии)
- Дейк-эн-Вард (частично также в Западной Фрисландии)
- Берген
- Кастрикюм
- Хейло
- Графт-Де Рейп
- Схермер

### Средний Кеннемерланд
- Бевервейк
- Хемскерк
- Эйтгест

### Южный Кеннемерланд
- Блумендал
- Харлем (столица Северной Голландии)
- Хемстеде
- Зандворт

## История
Область Кеннемерланд получила своё название по имени кеннемеров — народности, проживавшей на этой территории начиная с раннего Средневековья и имевшего фризское или франкское происхождение. Кеннемеры обладали целым рядом привилегий, дарованных им графами Голландскими: все они были лично свободными, освобождёнными от военной службы за пределами Голландии, подлежали суду лишь на территории Кеннемерланда, а также были освобождены от целого ряда налогов и пошлин — хлебных, пивных, «весовых денег» в Голландии и Зеландии и т. д. В связи с тем, что кеннемеры постоянно находились под угрозой подчинения их общин голландской знатью, они неоднократно участвовали в различных крестьянских движениях и восстаниях, являясь, как правило, их движущей силой.
Во время восстания в 1268 году кеннемеры разгромили и сожгли замки феодалов, которые те построили в Кеннемерланде. Целью этого движения, кроме изгнания феодалов, было восстановление фризских общинных порядков. Это восстание было поддержано крестьянским населением Западной Фрисландии и Ватерланда, а также городами Амерсфорт и Утрехт, где к власти пришла цеховая и плебейская верхушка.
В XV веке, во время войны Трески и Крючков, население Кеннемерланда поддержало «крючков» — аристократическую партию, боровшуюся против усиления центральной власти графов Голландских и герцогов Бургундских на территории Нидерландов. После поражения армии «крючков» графини Якобы в 1426 году, в которой воевали и кеннемеры, последние на длительное время были лишены своих привилегий. Последнее крупное восстание на территории Кеннемерланда, связанное с войной Трески и Крючков, произошло в 1491—1492 годах и, несмотря на поддержку отрядов «крючков», в 1492 году было подавлено. После этого кеннемеры стали постепенно утрачивать своё особое положение и автономию, а земли Кеннемерланда — подпадать под власть феодалов и монастырей.